# Трг Јована Сарића (Краљево)
Трг Јована Сарића је један од градских тргова у Краљеву. Подразумева плато испред општинске зграде, односно зграде главне поште. Оивичен је улицама Цара Лазара и Цара Душана. Наставља се на Трг српских ратника а у продужетку почиње Улица Октобарских жртава. На њему је постављен Споменик борцима погинулим у ратовима 1991—1999, а у близини се налазе куће породица Петровић, Аџић и Новаковић које спадају у непокретна културна добра.
Трг је назван по Јовану Сарићу који је тадашњом општином председавао током 80-их година 19. века. За његово име везује се прича о ригорозном спровођењу урбанистичког плана Краљева који је подразумевао кружни централни трг и улице које се секу под правим углом.